# Levandulová (Plzeň)
Levandulová je ulice v Plzni, v městském obvodu Plzeň 4. Pojmenována je podle rostliny levandule z čeledi hluchavkovité. Spojuje Hrádeckou se Staroveskou ulicí. Severně podélně nad ní leží ulice Na Františkově. Veřejná doprava ulicí neprojíždí, avšak je situována v zastávce Ejpovická v Hrádecké ulici. V ulici se nachází dětské hřiště.